# مصطفی احمد
مصطفی احمد (عربی: مصطفى احمد عبدالامير؛ زادهٔ ۱ ژانویهٔ ۱۹۹۱) بازیکن فوتبال اهل عراق است.
از باشگاه‌هایی که در آن بازی کرده‌است می‌توان به باشگاه فوتبال امانت بغداد، باشگاه ورزشی اربیل، و باشگاه ورزشی الزورا اشاره کرد.
وی همچنین در تیم‌های ملی فوتبال زیر ۲۳ سال عراق و عراق بازی کرده‌است.